# Muharrem Denisi
Muharrem Denisi (ur. 1 września 1942 w Krui) – albański wiolonczelista.

## Kariera artystyczna
W latach 1953–1962 uczył się w liceum artystycznym Jordan Misja, w klasie wiolonczeli, pod kierunkiem Ymera Skenderiego i Ludmiły Szynderbałowej-Ymeri. Naukę kontynuował w Państwowym Konserwatorium w Tiranie. Po ukończeniu studiów w 1967 pracował w Akademii Sztuk jako wykładowca. Od 1969 kierował katedrą instrumentalistyki. W 1985 kierował Wydziałem Muzycznym tejże szkoły. W latach 1987–1991 i 1995-1997 był kierownikiem muzycznym Teatru Opery i Baletu w Tiranie.
W 1991 wyjechał do Lozanny, aby tam doskonalić swoje umiejętności. W 1995 powrócił do kraju i ponownie objął stanowisko kierownika muzycznego Teatru Opery i Baletu. W 1997, w czasie kryzysu państwa, który ogarnął Albanię Denisi wyjechał do Turcji, gdzie objął katedrę wiolonczeli na uniwersytecie w Ankarze. Obecnie mieszka w New Jersey.
Pod jego kierunkiem kształciła się w latach 1968–1985 większość albańskich wiolonczelistów. W swojej karierze występował zarówno jako solista, jak też w tercecie z Gaqo Çako i Johanem Botką.
Za swoją działalność artystyczną został uhonorowany tytułem Zasłużonego Artysty (alb. Artist i Merituar) oraz Orderem im. Naima Frasheriego.